# 신문희
신문희는 대한민국의 대표 성악가이다.음악가로서의 이름은 본인의 영문 이름인 Moony를 사용한다.대표곡인 '아름다운 나라'는 중학교 1학년과 3학년 음악교과서에 등록 되었으며 유치원 부채춤 공연곡으로부터 올림픽,월드컵,G20 세계정상회의등 각종 국가적 행사에 대한민국을 대표하는 곡으로 연주되고 있으며 신문희가 발표한 이후 전 국민적 곡으로 자리 잡았다.이곡을 직접 제작하고 부른 신문희는 '아름다운 나라'는 제목 때문에 애국의 이미지가 강하지만 실제는 희망을 버리지 않는 이상 당신이 밟고 있는 그땅이 어디든 그곳이 바로 "아름다운 나라"라는 의미의 강력한 희망의 곡이라고 밝혔다.

## 앨범
- 2004년 [Whispering Of The Moon]
- 2008년 [The Passion]
- 2010년 [Moony]
- 2010년 [Classy]

## 수상
- 2003년 제20회 코리아 베스트 드레서 문화부문상
- 2007년 우크라이나 교육공로상

## 경력
- 2000년 우크라이나 오데사국립음악대학 성악과 교수
- 2002년 이탈리아 센조벨리니콩쿠르 심사위원
- 2003년 2010 평창 동계올림픽 유치위원회 홍보대사
- 2013년 코레일 철도관광문화 홍보대사
- 2014년 교통안전공단 홍보대사
- 2020년 코리아 둘레길(영어판) 홍보대사